# Steve Dash
Steve Dash (Nova Iorque, 14 de março de 1944 — Flórida Sul, 18 de dezembro de 2018), nome artístico de Steve Daskawisz, também conhecido como Steve Daskewisz, foi um ator e dublê norte-americano. Notabilizou-se por sua atuação em Friday the 13th Part 2, tornando-se um dos primeiros intérpretes do assassino Jason Voorhees na fase adulta e um dos únicos a não usar a icônica máscara de hóquei ao desempenhar o papel. Entre cinema e televisão, esteve em mais de 25 produções ao longo de sua carreira, com e sem créditos na tela. Atuou ainda em algumas peças teatrais.

## Vida e carreira

### Início da vida e primeiros trabalhos
Dash nasceu no Bronx, em Nova Iorque. Quando tinha sete anos, foi inscrito pela mãe em um concurso de talentos de comédia no qual ele fez uma representação de Jerry Lewis no palco. Enquanto servia no Exército, começou a participar de algumas produções cênicas para a United Service Organizations. Concluído o serviço militar, conheceu sua esposa e, para se estabelecer, decidiu entrar para o Departamento de Polícia de Nova Iorque. Depois de sofrer um acidente que resultou em sua aposentadoria por invalidez como policial, ele começou a trabalhar em uma papelaria em Long Island. Um de seus clientes era diretor de um teatro comunitário e o incentivou a participar de uma nova peça teatral; ele aceitou e sua atuação recebeu elogios em uma crítica publicada no Newsday. A partir de 1977, Dash decidiu seguir carreira na atuação e conseguiu um primeiro emprego como figurante no filme Wolfen, gravado em 1979 e lançado em 1981.
Depois de muita procura por uma nova oportunidade, ele finalmente conseguiu um trabalho numa soap opera intitulada Ryan's Hope. Nesses seus primeiros trabalhos, ele sempre interpretava pequenos papéis de policiais. O primeiro filme no qual teve uma fala foi The Jazz Singer (1980), em que trocou um breve diálogo com Laurence Olivier. Seguiu interpretando oficiais da polícia nos longas-metragens Ms. 45 e Fort Apache, The Bronx (ambos lançados em 1981). Seu desempenho em The Jazz Singer o levou a ser contratado para o longa-metragem Nighthawks, estrelado por Sylvester Stallone. Nessa época, Dash entrou para o Screen Actors Guild.

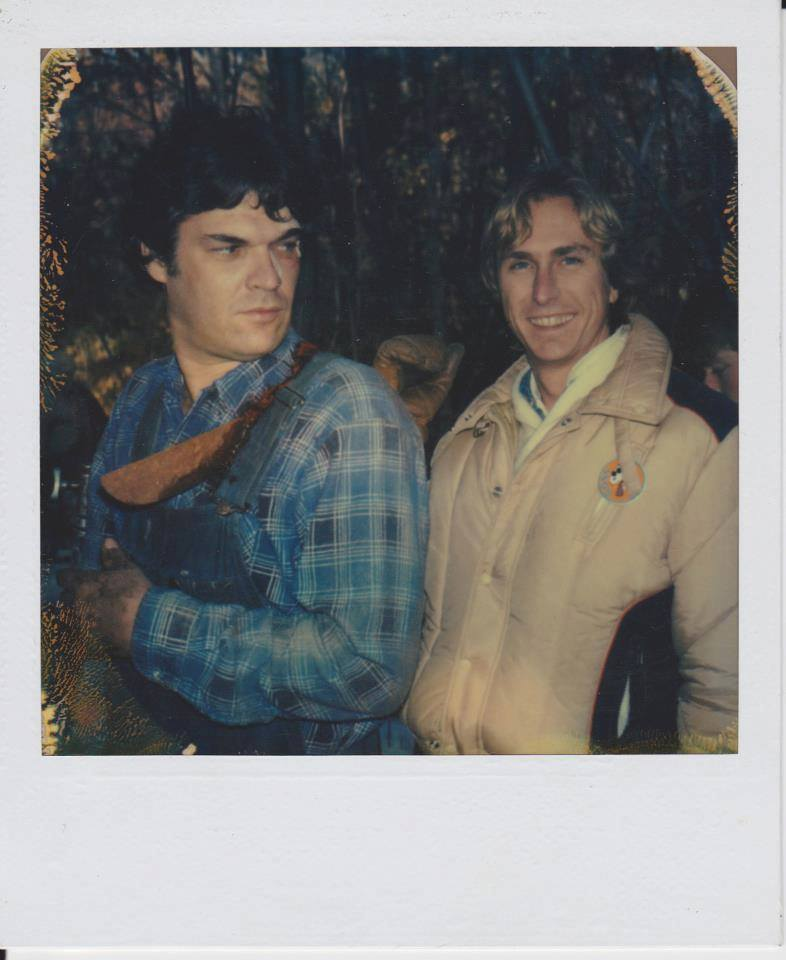
Dash (à esquerda) na época das filmagens de Friday the 13th Part 2, caracterizado como Jason Voorhees e com o efeito especial de um facão cravado no ombro. No filme, seu rosto ficou o tempo todo coberto com um saco.

### Friday the 13th Part 2
Enquanto trabalhava em Nighthawks, Dash conheceu Cliff Cudney, um coordenador de dublês, de quem se tornou amigo. Cudney perguntou se ele gostaria de um trabalho como dublê, mas Dash inicialmente recusou porque queria fazer uma atuação convencional. Contudo, ele posteriormente aceitou a proposta por questões salariais. Cudney então o contratou para substituir Warrington Gillette, que originalmente interpretaria Jason Voorhees em Friday the 13th Part 2 (1981). Dash ficou inicialmente horrorizado ao saber que passaria a maior parte do filme com um saco na cabeça e que seu personagem não tinha falas. O diretor Steve Miner o instruiu apenas a ficar atento aos momentos exatos de perseguir e matar, além de orientá-lo a compreender o papel de cada cena na história para que isso possibilitasse ao ator "entrar no personagem". Em algumas ocasiões durante as filmagens, Dash sofreu queimaduras e outros acidentes, o que o levou a precisar de atendimento hospitalar; apesar disso, ele guardava boas lembranças da produção.
Dash tornou-se o primeiro adulto a desempenhar o papel de Jason no cinema, uma vez que no filme anterior o vilão apareceu apenas em versão infantil, interpretado por Ari Lehman. Steve não colocou a marcante máscara de hóquei no gelo, apenas cobriu a cabeça com um saco amarrado em volta do pescoço e no qual foi feito um único orifício que o permitia enxergar; essa versão do personagem ficou conhecida como "Sackhead Jason". Jason só começou a usar a máscara em Friday the 13th Part 3 (1982), quando outros atores passaram a interpretá-lo. Apesar de ter desempenhado o papel na maior parte do filme, Dash recebeu crédito na tela apenas como dublê de Jason. Gillette, que fez a cena em que o personagem tem o rosto deformado revelado, foi listado como o intérprete do assassino.
No terceiro filme, que usou filmagens de arquivo da segunda parte, Dash foi creditado como Jason. Ele comentou que só passou a ser reconhecido pelo papel em meados da década de 2000, graças à publicação de dois livros sobre a produção do longa-metragem: Crystal Lake Memories, de Peter M. Bracke, e Making Friday The 13th, de David Grove. Até então, a identidade do verdadeiro intérprete de Jason no segundo filme da franquia permanecia em relativo mistério. Ele não retornou em nenhuma outra sequência da série e, portanto, nunca chegou a usar a máscara de hóquei. A respeito disso, comentou em 2013: "Quando eu o fiz, era um filme de baixo orçamento e eu pensei, sabe, 'Quem vai assistir a isso?'. Se eu soubesse o que sei agora, 31 anos depois, eu teria sido Jason em cada um [dos filmes]".

### Outros projetos
Após Friday the 13th Part 2, Dash foi convidado a retornar como Jason no terceiro filme, mas recusou a proposta por ter conseguido um papel na soap opera Guiding Light, na qual contracenou com Kevin Bacon, ainda em 1981. Atuou mais tarde em filmes como So Fine (1981) e Alone in the Dark (1982). Teve pequenos papéis em outras telesséries, incluindo One Life to Live e All My Children, e apareceu em dois episódios de Superboy. A maioria de seus trabalhos posteriores foi como dublê, participando de, entre outros filmes, Night Shift (1982), Ghostbusters (1984), e 9½ Weeks (1986). Decidiu se aposentar em 1998 e, com o passar dos anos, mudou-se para Jacksonville (Flórida), onde trabalhou em programas no Universal Studios e no Walt Disney World.
Retornou à Nova Iorque, trabalhando como executivo em uma empresa de táxis em Hicksville. Posteriormente voltou à Flórida, estabelecendo-se em Port St. Lucie e prosseguindo com sua carreira na atuação,  a partir de 2008. Nessa época, apareceu em alguns filmes independentes, incluindo Trust Me (2009), no papel do protagonista Frank Dileo, um mafioso; e Emerging Past (2011), vencedor de três prêmios, incluindo melhor filme de terror no New York City Independent Film Festival; nesse filme ele interpretou Detetive Voorhees, uma espécie de homenagem ao seu papel de Jason. Além disso, ele teve uma pequena aparição em Julie & Julia (2009). No teatro, atuou em peças da Broadway como Guys and Dolls, King of Empire Blvd. e Not With My Daughter.
Dash tornou-se querido pelos fãs da franquia Friday the 13th, que passaram a chamá-lo de "verdadeiro Jason". Após inteirar-se da grande base de admiradores da série cinematográfica, ele começou a participar frequentemente do circuito convenções de horror e cultura pop nos Estados Unidos, posando com fãs, dando autógrafos e participando de painéis para os entusiastas de Jason. Também viajou à Alemanha para conhecer alguns fãs. Participou de um fan film intitulado Friday the 13th: Vengeance, no papel de um xerife, sendo esse seu último trabalho cinematográfico (o filme foi lançado postumamente em 2019).

### Vida pessoal e morte
Dash teve três filhas, um filho e vários netos. Em seus últimos anos, viveu em West Palm Beach, no sul da Flórida, onde trabalhou como motorista de táxi. O artista morreu em 18 de dezembro de 2018, aos 74 anos. De acordo com a família, ele não resistiu a uma prolongada luta contra o diabetes. Um pouco antes de sua morte, o ator tinha amputado a perna devido a complicações relacionadas à doença e, por meio das redes sociais, mantinha os fãs informados sobre o estado de saúde dele.

## Filmografia

### Cinema
| Ano  | Título                                                            | Papel                   | Notas                              | Ref.   |
| ---- | ----------------------------------------------------------------- | ----------------------- | ---------------------------------- | ------ |
| 1980 | The Jazz Singer                                                   | Policial                |                                    | [ 4 ]  |
| 1981 | Nighthawks                                                        | Homem da ATAC           |                                    | [ 20 ] |
| 1981 | Ms. 45                                                            | Policial                |                                    | [ 4 ]  |
| 1981 | Fort Apache the Bronx                                             | Policial                |                                    | [ 9 ]  |
| 1981 | Friday the 13th Part 2                                            | Jason Voorhees          | Dublê                              | [ 8 ]  |
| 1981 | So Fine                                                           | Barbeiro                | Dublê                              | [ 6 ]  |
| 1982 | Alone In The Dark                                                 | Médico                  |                                    | [ 20 ] |
| 1982 | One Down, Two To Go                                               | Policial (Show thug)    |                                    | [ 21 ] |
| 1982 | Night Shift                                                       | Motorista (Nova Iorque) | Dublê                              | [ 20 ] |
| 1982 | Friday the 13th Part 3                                            | Jason Voorhees          | Filmagens de arquivo               | [ 2 ]  |
| 1984 | Ghostbusters                                                      |                         | Dublê de William Atherton          | [ 15 ] |
| 1984 | Friday the 13th: The Final Chapter                                | Jason Voorhees          | Filmagens de arquivo               | [ 20 ] |
| 1986 | F/X                                                               |                         | Dublê                              | [ 1 ]  |
| 1986 | 9½ Weeks                                                          |                         | Dublê                              | [ 1 ]  |
| 1986 | Wise Guys                                                         |                         | Dublê                              | [ 1 ]  |
| 1986 | Sweet Liberty                                                     |                         | Dublê                              | [ 22 ] |
| 1987 | Equalizer 2000                                                    |                         | Dublê                              | [ 4 ]  |
| 2009 | Julie & Julia                                                     |                         | Papel não creditado                | [ 4 ]  |
| 2009 | Trust Me                                                          | Frank Dileo             | Curta-metragem                     | [ 23 ] |
| 2009 | His Name Was Jason: 30 Years of Friday the 13th                   | Ele mesmo               | Documentário em vídeo              | [ 24 ] |
| 2010 | Mr. Hush                                                          | Mac                     |                                    | [ 25 ] |
| 2010 | 13                                                                | Joey "G"                |                                    | [ 14 ] |
| 2011 | Emerging Past                                                     | Detetive Voorhees       |                                    | [ 26 ] |
| 2012 | Hemo                                                              | Vizinho                 |                                    | [ 27 ] |
| 2013 | Crystal Lake Memories: The Complete History of Friday the 13th    | Ele mesmo               | Documentário                       | [ 28 ] |
| 2019 | Friday the 13th: Vengeance                                        | Xerife Jason Realotti   | Última aparição em filme           | [ 18 ] |
| 2019 | Steve Dash: Husband, Father, Grandfather - A Memorial Documentary | Ele mesmo               | Filmagem de arquivo (documentário) | [ 29 ] |

### Televisão
| Ano       | Título        | Papel                          | Notas                          | Ref.   |
| --------- | ------------- | ------------------------------ | ------------------------------ | ------ |
| 1981      | Guiding Light | Treinador de futebol da escola | Papel menor                    | [ 2 ]  |
| 1989-1990 | Superboy      | Assaltante; Homem de terno     | Dois episódios                 | [ 16 ] |
| 2009      | The Bob Show  | Ele mesmo                      | Episódio: "Monster Mania 2009" | [ 30 ] |
| 2011      | Stagemore     | Dash Edwards                   | Piloto televisivo              | [ 31 ] |